# ナスコ・シラコフ
ナスコ・シラコフ（ブルガリア語: Наско Петков Сираков, ラテン文字転写: Nasko Sirakov, 1962年4月26日 - ）は、ブルガリア・スタラ・ザゴラ出身の元サッカー選手。元ブルガリア代表。現役時代のポジションはミッドフィルダー。

## 経歴
ブルガリア代表として80試合24得点を記録した。1986 FIFAワールドカップではグループリーグイタリアとの対戦でゴールを挙げ、ベスト16に進出した。1994 FIFAワールドカップで4位に貢献した主要メンバーの1人で、7試合全てに出場した。グループリーグアルゼンチンとの対戦でゴールを挙げると、ギリシャとの対戦でもアシストを決め、イタリアとの準決勝ではPKを奪取した。
国外のクラブではレアル・サラゴサ、RCDエスパニョールでもプレーした。1998年にPFCスラヴィア・ソフィアでのプレーを最後に現役を退くと、1998 FIFAワールドカップではブルガリア代表チームのアシスタントコーチとしてチームに帯同した。

## 代表歴

### 出場大会
- ブルガリア代表
  - 1986 FIFAワールドカップ (ベスト16)
  - 1994 FIFAワールドカップ (ベスト4)

### 試合数
- 国際Aマッチ 80試合 24得点（1983年-1996年）[5]

| ブルガリア代表 | 国際Aマッチ | 国際Aマッチ |
| 年             | 出場        | 得点        |
| -------------- | ----------- | ----------- |
| 1983           | 4           | 1           |
| 1984           | 3           | 1           |
| 1985           | 6           | 1           |
| 1986           | 11          | 5           |
| 1987           | 6           | 3           |
| 1988           | 4           | 1           |
| 1989           | 0           | 0           |
| 1990           | 2           | 1           |
| 1991           | 5           | 3           |
| 1992           | 7           | 2           |
| 1993           | 4           | 2           |
| 1994           | 13          | 2           |
| 1995           | 10          | 1           |
| 1996           | 5           | 1           |
| 通算           | 80          | 24          |

## タイトル
クラブ
レフスキ・ソフィア
- ブルガリアリーグ : 1983–84, 1984–85, 1987–88, 1992–93, 1993–94
- ブルガリアカップ : 1983–84, 1985–86, 1991–92, 1993–94

PFCスラヴィア・ソフィア
- ブルガリアリーグ : 1995-96
- ブルガリアカップ : 1995-96

個人
- ブルガリアプロサッカーリーグ :  1986–87 (36得点), 1987–88 (28得点), 1991–92 (26得点), 1993–94 (30得点)
- ヨーロッパ・ゴールデンシュー3位 : 1986-87